# بيل كرون
بيل كرون (بالإنجليزية: Bill Krohn)‏ هو منافس ألعاب قوى أمريكي، ولد في 9 مارس 1958 في نورويتش في الولايات المتحدة.